# Barnens paradis

Gunga på Barnens paradis, 1923.

Barnens paradis är en 500 kvadratmeter stor lekplats i nöjesparken Liseberg i Göteborg. Lekplatsen invigdes 23 april 2016. Namnet har tidigare använts för lekområden på Liseberg.
Lekplatsen är byggd mitt i "Emilys trädgård" i Lisebergs trädgårdar, och har bland annat fyra rutschkanor, två hängbroar, två klättertorn, en klätterbana och sex nättunnlar. Inne i Barnens paradis är Blomsterkarusellen placerad. Lekplatsen är byggd av danska Monstrum ApS.

## Tidigare "Barnens paradis"

### Barnens paradis 1920-talet

Barnens paradis, 1923.

Det första Barnens paradis låg i närheten av Korsvägen och byggdes 1923 till Jubileumsutställningen i Göteborg. Året därpå flyttade Barnens paradis in till området Lillköping på Liseberg. Författaren "Sago-Greta" Holmgren var med från starten och gav ut tidningen Paradisposten under sommaren 1923. På området fanns bland annat Pepparkakshuset som blev kvar på Liseberg långt efter att Barnens paradis försvann. Attraktionen Galoschgungan var en annan attraktion i Barnens paradis. Den var utformad som en stor gubbe där benen fungerade som stora gungor som barnen fick sitta i.

Pepparkakshuset, 1923.

Barnens paradis hade även en egen vaktparad, och efter flytten till Liseberg marscherade vaktparaden från Gustaf Adolfs torg till Liseberg på premiärdagen 22 maj 1924.
Redan 1925 byggdes området Lillköping om, och Barnens paradis togs bort.

### Barnens paradis 1960
År 1960 hade ett nytt område med namnet Barnens paradis premiär. I området fanns gungor, karuseller, klätterhagar och barntävlingar och lekar som leddes av särskilda lektanter. I maj 1960 var babyelefanten Berolina ett av inslagen i Barnens paradis. Elefanten kunde dansa och spela olika instrument och barnen fick rida på hennes rygg.